# 馬通 (成化進士)
馬通（1445年—？），字文達，燕山右衛人，軍籍，明朝政治人物。

## 生平
早年出身儒士，順天鄉試第五十五名。成化十一年（1475年）乙未科會試第八十八名，殿試登進士第三甲第一百二十九名。成化十四年（1478年）任山東肥城縣知縣。

## 家族
曾祖父馬士能。祖父馬方。父亲馬榮。